# Polisen i Danmark

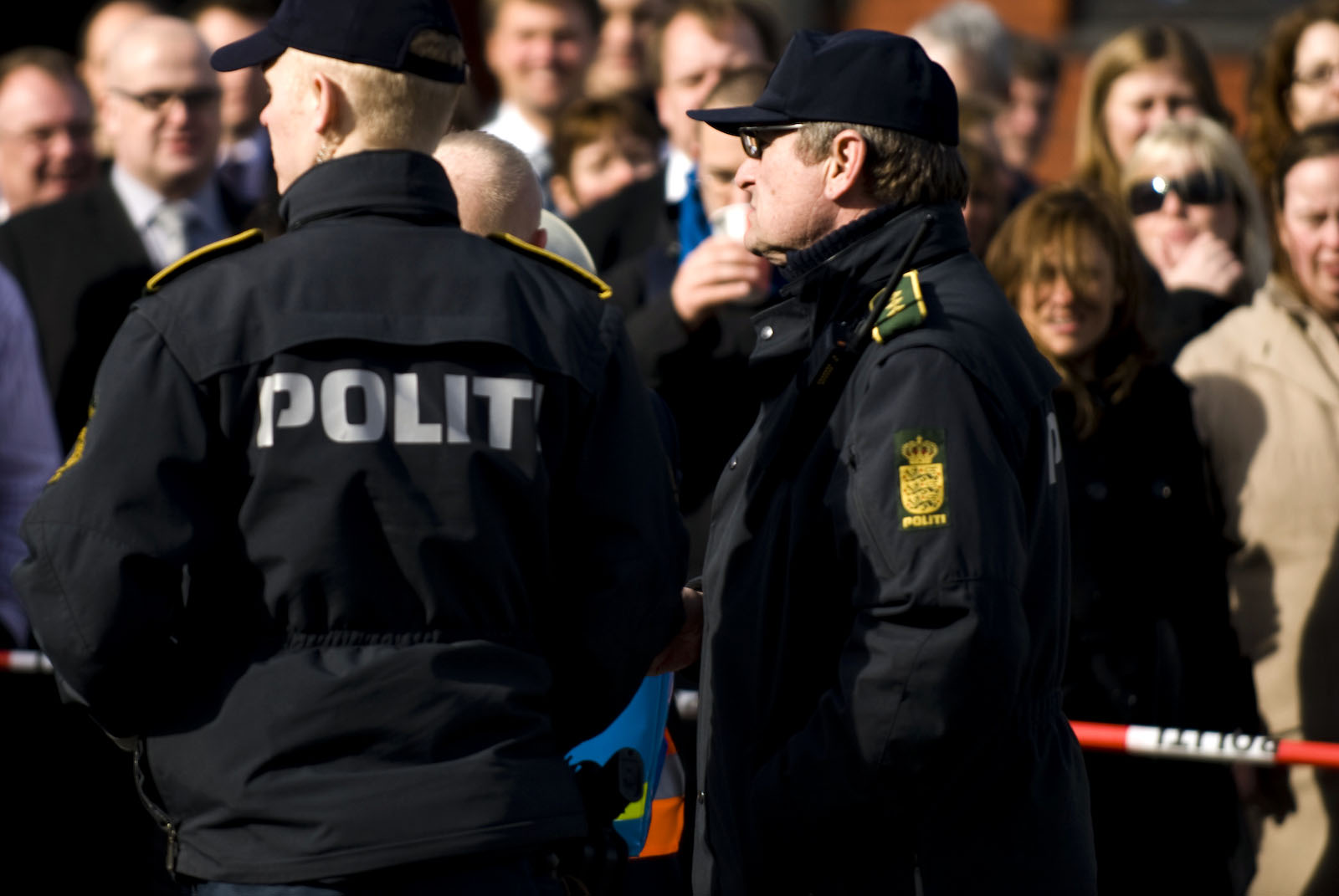
Polisen i Danmark

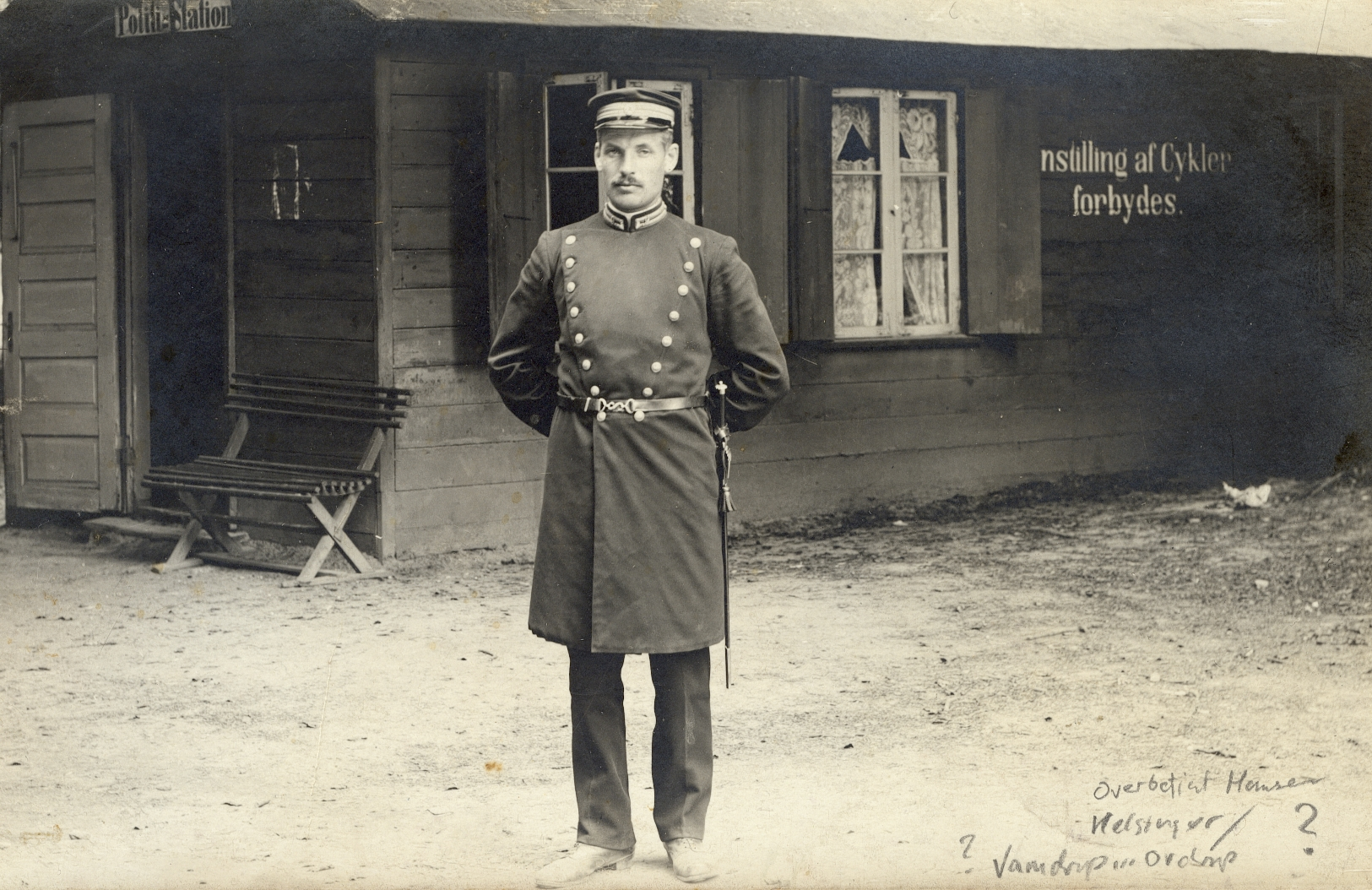
Polisuniform, omkring 1900

Polisen i Danmark (danska: politiet), är en statligt organiserad polisorganisation, vilken är en del av Politi- og anklagemyndighedenen. 
Polisen i Danmark består av Rigspolitiet, som svarar för den överordnade styrningen av tolv 12 poliskretsar, vilkas leds av polisdirektörer, samt två självständiga poliskretsar för Grönland respektive Färöarna, vilka leds av version polismästare. En poliskrets är organiserad med en enhet för ordningspolis och en för kriminalpolis. Polisens underrättelsetjänst ligger under Rikspolitiet.
Polisens aktionsstyrka är namnet på Danmarks polisiära insatsstyrka.